# Ophiomusium spinigerum
Ophiomusium spinigerum is een slangster uit de familie Ophiolepididae.
De wetenschappelijke naam van de soort werd in 1933 gepubliceerd door Theodor Mortensen.